# Axel Henriksson
Per Axel Nils Henriksson (ur. 16 kwietnia 2002 w Björlanda) – szwedzki piłkarz występujący na pozycji pomocnika w angielskim klubie Blackburn Rovers.

## Kariera klubowa

### BK Häcken
Henriksson dołączył do akademii Häcken w wieku 15 lat, po występach w drużynach młodzieżowych IK Zenith. Debiut dla klubu zaliczył 20 marca 2021, w meczu półfinałowym Pucharu Szwecji przeciwko Västerås SK, zmieniając w 88. minucie gry Leo Bengtssona.  
W kwietniu 2021 roku, jedynie kilkanaście dni po seniorskim debiucie dla Häcken, Henriksson doznał poważnej kontuzji, zrywając więzadło krzyżowe tylne. Był to jeden z głównych powodów odejścia pomocnika po wygaśnięciu jego kontraktu z klubem. 

### GAIS
Przed rozpoczęciem sezonu 2022 Henriksson został pozyskany przez trzecioligowy zespół GAIS na zasadzie wolnego transferu, szybko stając się ważnym zawodnikiem drużyny. Znacznie przyczynił się do dwóch awansów z rzędu – z Ettan – trzeciego poziomu ligowego, aż do najwyższej klasy rozgrywkowej, zdobywając 17 bramek w 37 spotkaniach na przestrzeni dwóch lat. 
Henriksson zadebiutował w Allsvenskan 31 marca 2024, wychodząc w podstawowej jedenastce na spotkanie z zespołem Brommapojkarna, zakończony wysoką porażką 0:4. 19 maja 2024 zdobył pierwszy w karierze dublet, strzelając oba gole w zwycięstwie 2:1 z Elfsborgiem. Niespełna tydzień później, 25 maja, asystował przy dwóch bramkach Jacka Cooper-Love w wygranym 3:0 meczu przeciwko swojemu byłemu klubowi, Häcken.  

### Blackburn Rovers
W sierpniu 2025 roku Henriksson został pozyskany przez występujący w angielskiej Championship klub Blackburn Rovers, z którym podpisał 4–letni kontrakt z opcją przedłużenia o kolejny rok. Zadebiutował 9 sierpnia 2025, pojawiając się w podstawowej jedenastce na mecz ligowy z West Bromwich Albion, zakończony porażką 0:1.

## Statystyki
(aktualne na dzień 13 sierpnia 2025)
| Klub               | Sezon              | Liga               | Liga  | Liga | Puchar kraju | Puchar kraju | Puchar ligi | Puchar ligi | Inne  | Inne | Suma  | Suma |
| Klub               | Sezon              | Dywizja            | Mecze | Gole | Mecze        | Gole         | Mecze       | Gole        | Mecze | Gole | Mecze | Gole |
| ------------------ | ------------------ | ------------------ | ----- | ---- | ------------ | ------------ | ----------- | ----------- | ----- | ---- | ----- | ---- |
| BK Häcken          | 2021               | Allsvenskan        | 0     | 0    | 1            | 0            | —           | —           | —     | —    | 1     | 0    |
| GAIS               | 2022               | Ettan              | 20    | 11   | 0            | 0            | —           | —           | —     | —    | 20    | 11   |
| GAIS               | 2023               | Superettan         | 17    | 6    | 1            | 0            | —           | —           | —     | —    | 18    | 6    |
| GAIS               | 2024               | Allsvenskan        | 26    | 8    | 1            | 0            | —           | —           | —     | —    | 27    | 8    |
| GAIS               | 2025               | Allsvenskan        | 12    | 1    | 3            | 0            | —           | —           | —     | —    | 15    | 1    |
| Ogólnie            | Ogólnie            | Ogólnie            | 75    | 26   | 6            | 0            | —           | —           | —     | —    | 81    | 26   |
| Blackburn Rovers   | 2025/26            | Championship       | 1     | 0    | 0            | 0            | 1           | 0           | —     | —    | 2     | 0    |
| Ogólnie w karierze | Ogólnie w karierze | Ogólnie w karierze | 76    | 26   | 6            | 0            | 1           | 0           | —     | —    | 83    | 26   |

1. ↑  Uwzględnia występy w Pucharze Szwecji i Puchar Anglii
2. ↑  Uwzględnia występy w Pucharze Ligi Angielskiej